# Sperosoma biseriatum
Sperosoma biseriatum är en sjöborreart som beskrevs av Doederlein 1901. Sperosoma biseriatum ingår i släktet Sperosoma och familjen Echinothuriidae. Inga underarter finns listade i Catalogue of Life.